# ГЕС-ГАЕС Оморігава
ГЕС-ГАЕС Оморігава (大森川発電所) – гідроакумулювальна електростанція в Японії на острові Сікоку. 
Верхній резервуар створили на річці Оморігава, правій притоці річки Йошино, яка на східному узбережжі острова у місті Токушіма впадає до протоки Киї (відділяє Сікоку від острова Хонсю). Тут звели бетонну гравітаційну греблю висотою 73 метра та довжиною 191 метр, яка потребувала 146 тис м3 матеріалу. Вона утримує водосховище з площею поверхні 0,92 км2 та об’ємом 19,1 млн м3 (корисний об’єм 17,3 млн м3).  
Як нижній резервуар використали розташоване на Йосино водосховище малої ГЕС Нагасава (5,2 МВт), створене десятком років раніше. Тут зведена бетонна гравітаційна гребля висотою 72 метра та довжиною 217 метрів, котра потребувала 235 тис м3 матеріалу та утримує водосховище з площею поверхні 1,4 км2 та об’ємом 31,9 млн м3 (корисний об’єм 28,4 млн м3). 
Від верхнього резервуару до машинного залу прямує тунель довжиною 2,5 км з перетином 2,4х2,4 метра, який переходить у напірний водовід довжиною 0,18 км зі спадаючим діаметром від 2,3 до 1,6 метра. З’єднання із нижнім резервуаром забезпечується через тунель довжиною 0,4 км. В системі також працює вирівнювальний резервуар висотою 65 метрів з діаметром 5 метрів.
Основне обладнання станції становить оборотна турбіна типу Френсіс потужністю 12,2 МВт у генераторному режимі та 14,3 МВт у насосному. Вона використовує напір у 118 метрів та здійснює підйом на 92 метра.